# 栗駒駅
栗駒駅（くりこまえき）は、宮城県栗原市栗駒岩ケ崎上町裏にあったくりはら田園鉄道くりはら田園鉄道線の駅である。2007年（平成19年）、路線の廃止に伴い廃駅となった。開業時は、岩ヶ崎駅（いわがさきえき）と称した。
2005年（平成17年）の合併による栗原市発足で消滅した栗原郡栗駒町（旧岩ヶ崎町）の中心駅で、駅名は町の名からとられた。

## 歴史

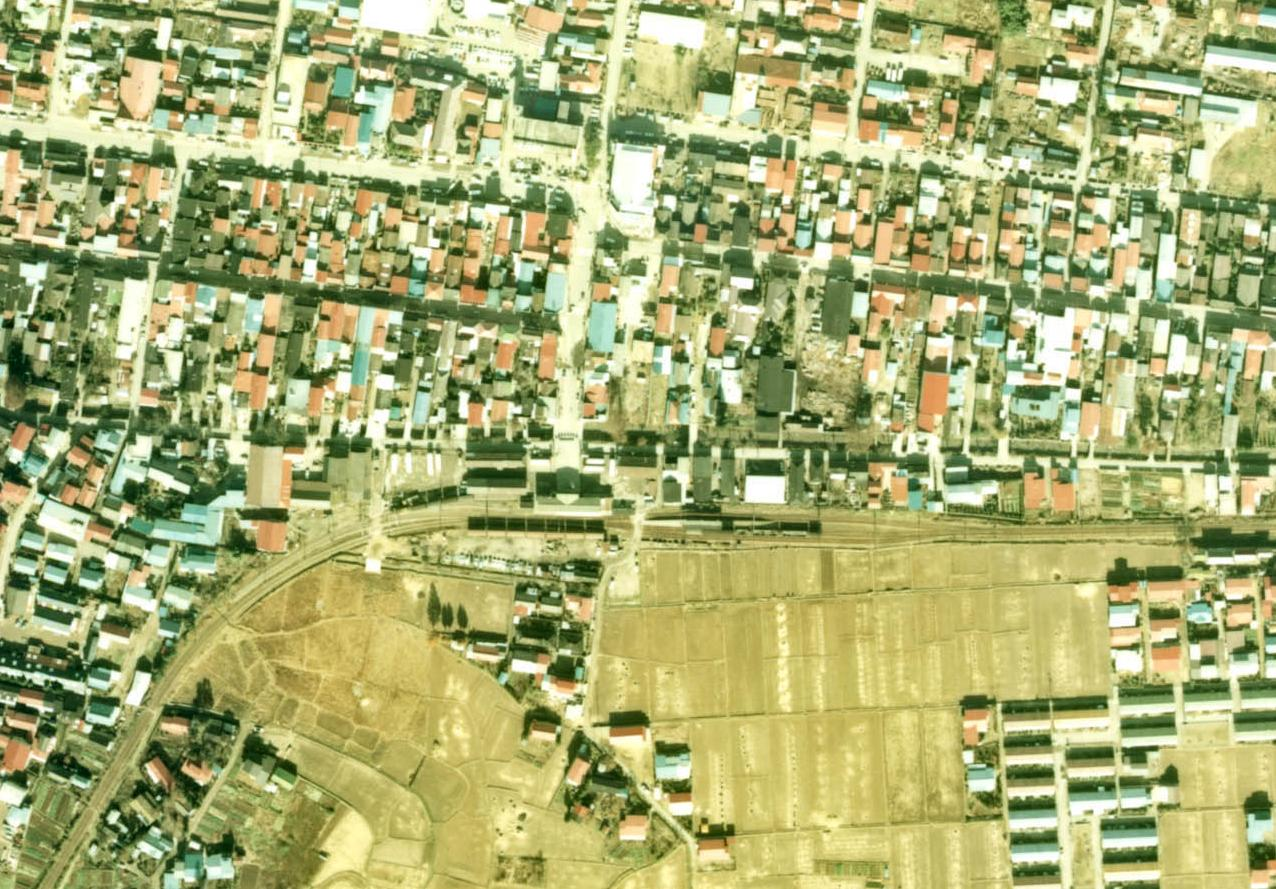
栗駒駅付近空中写真(1976年撮影 国土画像情報カラー空中写真(国土交通省)より)

- 1922年（大正11年）12月17日：岩ヶ崎駅として開業。
- 1963年（昭和38年）7月1日：栗駒駅に改称。
- 2007年（平成19年）4月1日：廃止。

## 駅構造
駅舎に直結した単式ホーム1面1線と島式ホーム1面2線（うち1線は単式ホームと共用）、計2面2線を有する地上駅で、留置線もあった。列車交換が可能であったが、2003年（平成15年）10月のダイヤ改正でダイヤ乱れを除き、当駅での列車の行き違いは行われなくなっていた。
末期に使われた木造モルタル造りの2階建ての駅舎は島式ホームの北西側にあり、入口はこの一ヶ所で、ホームとは構内踏切で連絡されていた。末期まで直営駅で、窓口ではくりはら田園鉄道線のほか、ミヤコーバスの乗車券も発売していた。
くりはら田園鉄道線が宮城中央交通の路線であった頃の名残で、駅舎内に路線バスの営業所が間借りしていた。この営業所は、宮城中央交通岩ヶ崎営業所として設置されてから、宮城交通栗駒営業所、宮交栗原バス本社営業所と名を変え、最終的にミヤコーバスの栗駒営業所となってくりはら田園鉄道廃止後も存続したが、2008年7月末で廃止となり、その後駅舎も解体された。

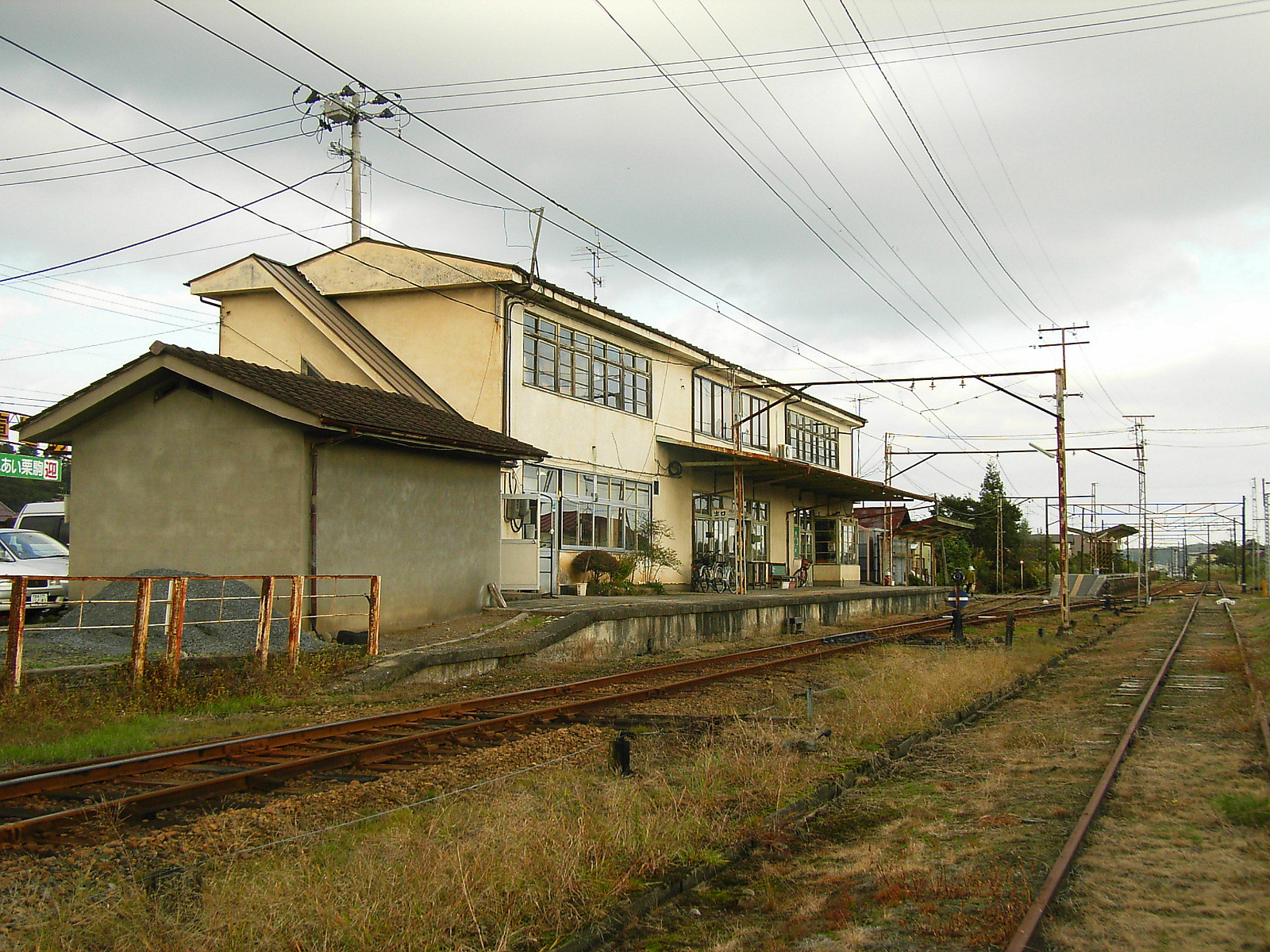
駅構内（2005年10月）

## 駅周辺
駅前は岩ヶ崎（栗駒岩ヶ崎）の市街地にあり、町並みが駅の北に広がる。駅前から道を数本過ぎて西に折れた先が六日町、東に折れた先が八日町で、商店街がある。宮城県道4号中田栗駒線がさらに北で東西に走り、北西で国道457号に接続する。南に向かう国道は駅の南西約500メートルにある岩ヶ崎大橋で三迫川を渡り、栗原田町駅に通じる。岩ヶ崎大橋までの国道沿いにも商店街がある。栗原田町駅と栗駒駅の間は約800メートルしかなく、くりはら田園鉄道線の中では最短の駅間距離であった。
駅の西側に地場産品の展示と販売を行うみちのく風土館がある。駅の南約300メートルに栗原市栗駒総合支所（旧栗駒町役場）があり、その向かいにみちのく伝創館という多目的ホールがある。

## バス路線
ミヤコーバス
- 特急 仙台 -築館・栗駒線
  - 築館町経由仙台駅前行き

栗原市民バス（ミヤコーバス運行委託）
- くりはら田園線（くりはら田園鉄道廃止代替路線）
  - 沢辺、若柳方面 石越駅前行き（津久毛経由、尾松経由）
  - 鴬沢方面 細倉荒町・細倉マインパーク入口行き

栗原市民バス（グリーン観光バス運行委託）
- 一関線
  - 有壁駅前方面 一関駅前行き
  - 栗駒病院前行き
- 岩ヶ崎線
  - 旧築館税務署行き
  - 栗駒病院前行き
- 文字線
  - 文字方面 荒砥沢行き
  - 栗駒病院前行き
- 苗圃線
  - 苗圃行き
  - 栗駒病院前行き
- 桜田線
  - 桜田経由 栗駒病院前行き（循環）
- 栗駒山線（季節運行）
  - くりこま高原駅行き
  - 駒の湯温泉方面 いわかがみ平行き

## 隣の駅
くりはら田園鉄道
くりはら田園鉄道線
鳥矢崎駅 - 栗駒駅 - 栗原田町駅